# Matilde Guerrero
Matilde Guerrero (Santo Domingo, 26 aprile 1962) è un'ex cestista dominicana.

## Carriera
Con la Rep. Dominicana ha disputato tre edizioni dei Campionati americani (1989, 1997, 1999).